# 18649 Fabrega
18649 Fabrega è un asteroide della fascia principale. Scoperto nel 1998, presenta un'orbita caratterizzata da un semiasse maggiore pari a 2,7813431 UA e da un'eccentricità di 0,1406574, inclinata di 8,65273° rispetto all'eclittica.